# Liste der State-, U.S.- und Interstate-Highways in Washington
Dies ist eine Aufstellung von State Routes, U.S. Highways und Interstates im US-Bundesstaat Washington, nach Nummern.

## State Routes

### Gegenwärtige Strecken
- Washington State Route 3
- Washington State Route 4
- Washington State Route 6
- Washington State Route 7
- Washington State Route 8
- Washington State Route 9
- Washington State Route 10
- Washington State Route 11
- Washington State Route 14
- Washington State Route 16
- Washington State Route 17
- Washington State Route 18
- Washington State Route 19
- Washington State Route 20
- Washington State Route 21
- Washington State Route 22
- Washington State Route 23
- Washington State Route 24
- Washington State Route 25
- Washington State Route 26
- Washington State Route 27
- Washington State Route 28
- Washington State Route 31
- Washington State Route 41
- Washington State Route 92
- Washington State Route 96
- Washington State Route 99
- Washington State Route 100
- Washington State Route 102
- Washington State Route 103
- Washington State Route 104
- Washington State Route 105
- Washington State Route 106
- Washington State Route 107
- Washington State Route 108
- Washington State Route 109
- Washington State Route 110
- Washington State Route 112
- Washington State Route 113
- Washington State Route 115
- Washington State Route 116
- Washington State Route 117
- Washington State Route 119
- Washington State Route 121
- Washington State Route 122
- Washington State Route 123
- Washington State Route 124
- Washington State Route 125
- Washington State Route 127
- Washington State Route 128
- Washington State Route 129
- Washington State Route 131
- Washington State Route 141
- Washington State Route 142
- Washington State Route 150
- Washington State Route 153
- Washington State Route 155
- Washington State Route 160
- Washington State Route 161
- Washington State Route 162
- Washington State Route 163
- Washington State Route 164
- Washington State Route 165
- Washington State Route 166
- Washington State Route 167
- Washington State Route 169
- Washington State Route 170
- Washington State Route 171
- Washington State Route 172
- Washington State Route 173
- Washington State Route 174
- Washington State Route 181
- Washington State Route 193
- Washington State Route 194
- Washington State Route 202
- Washington State Route 203
- Washington State Route 204
- Washington State Route 206
- Washington State Route 207
- Washington State Route 211
- Washington State Route 215
- Washington State Route 221
- Washington State Route 223
- Washington State Route 224
- Washington State Route 225
- Washington State Route 231
- Washington State Route 240
- Washington State Route 241
- Washington State Route 243
- Washington State Route 260
- Washington State Route 261
- Washington State Route 262
- Washington State Route 263
- Washington State Route 270
- Washington State Route 271
- Washington State Route 272
- Washington State Route 274
- Washington State Route 278
- Washington State Route 281
- Washington State Route 282
- Washington State Route 289
- Washington State Route 285
- Washington State Route 290
- Washington State Route 291
- Washington State Route 292
- Washington State Route 300
- Washington State Route 302
- Washington State Route 303
- Washington State Route 304
- Washington State Route 305
- Washington State Route 307
- Washington State Route 308
- Washington State Route 310
- Washington State Route 339 – Fährverbindung
- Washington State Route 397
- Washington State Route 401
- Washington State Route 409
- Washington State Route 410
- Washington State Route 411
- Washington State Route 432
- Washington State Route 433
- Washington State Route 500
- Washington State Route 501
- Washington State Route 502
- Washington State Route 503
- Washington State Route 504
- Washington State Route 505
- Washington State Route 506
- Washington State Route 507
- Washington State Route 508
- Washington State Route 509
- Washington State Route 510
- Washington State Route 512
- Washington State Route 513
- Washington State Route 515
- Washington State Route 516
- Washington State Route 518
- Washington State Route 519
- Washington State Route 520
- Washington State Route 522
- Washington State Route 523
- Washington State Route 524
- Washington State Route 525
- Washington State Route 526
- Washington State Route 527
- Washington State Route 528
- Washington State Route 529
- Washington State Route 530
- Washington State Route 531
- Washington State Route 532
- Washington State Route 534
- Washington State Route 536
- Washington State Route 538
- Washington State Route 539
- Washington State Route 542
- Washington State Route 543
- Washington State Route 544
- Washington State Route 546
- Washington State Route 547
- Washington State Route 548
- Washington State Route 599
- Washington State Route 702
- Washington State Route 706
- Washington State Route 821
- Washington State Route 823
- Washington State Route 900
- Washington State Route 902
- Washington State Route 903
- Washington State Route 904
- Washington State Route 906
- Washington State Route 908
- Washington State Route 970
- Washington State Route 971

### Geplante Strecken
- Washington State Route 35
- Washington State Route 168
- Washington State Route 213
- Washington State Route 230
- Washington State Route 276
- Washington State Route 402
- Washington State Route 704

### Außer Dienst gestellte Strecken
- Washington State Route 8
- Washington State Route 12
- Washington State Route 14
- Washington State Route 30
- Washington State Route 99T
- Washington State Route 110
- Washington State Route 111
- Washington State Route 113
- Washington State Route 120
- Washington State Route 121
- Washington State Route 122
- Washington State Route 126
- Washington State Route 131
- Washington State Route 140
- Washington State Route 141
- Washington State Route 143
- Washington State Route 143
- Washington State Route 151
- Washington State Route 163
- Washington State Route 170
- Washington State Route 209
- Washington State Route 220
- Washington State Route 232
- Washington State Route 237
- Washington State Route 251
- Washington State Route 294
- Washington State Route 306
- Washington State Route 311
- Washington State Route 402
- Washington State Route 403
- Washington State Route 407
- Washington State Route 431
- Washington State Route 514
- Washington State Route 537
- Washington State Route 540
- Washington State Route 603
- Washington State Route 801
- Washington State Route 830
- Washington State Route 831
- Washington State Route 832
- Washington State Route 833
- Washington State Route 901
- Washington State Route 920

## Interstates
- Interstate 5
- Interstate 82
- Interstate 90

### Zubringer und Umgehungen
Zur Interstate 5:
- Interstate 205
- Interstate 405
- Interstate 605 vorgeschlagen
- Interstate 705

Zur Interstate 82:
- Interstate 182

## U.S. Highways

### Gegenwärtige Strecken
- U.S. Highway 2
- U.S. Highway 12
- U.S. Highway 97
- U.S. Highway 97A
- U.S. Highway 101
- U.S. Highway 101A
- U.S. Highway 195
- U.S. Highway 197
- U.S. Highway 395
- U.S. Highway 730

### Außer Dienst gestellte Strecken
- U.S. Highway 95
- U.S. Highway 99
- U.S. Highway 99A
- U.S. Highway 295
- U.S. Highway 410
- U.S. Highway 830